# أنطونيو كلارك
أنطونيو كلارك (بالإنجليزية: Anthony Clark)‏ هو ممثل أمريكي، ولد في 4 أبريل 1964 في الولايات المتحدة.

## أعمال

### مسلسلات
- نعم عزيزي

## وصلات خارجية
- أنطونيو كلارك على موقع IMDb (الإنجليزية)
- أنطونيو كلارك على موقع إن إن دي بي (الإنجليزية)
- أنطونيو كلارك على موقع قاعدة بيانات الفيلم (الإنجليزية)